# Vinkfjorden
Vinkfjorden (lulesamisk: Fáńńká) er en fjordarm af Nordfolda i Steigen kommune i Nordland fylke i Norge. Den går 10 kilometer i sydøstlig retning fra indløbet mellem Storsanden, øst for Vinkenes, på vestsiden og Småvikneset, vest for Stavnes på Stábánjárgga, på østsiden. Fjorden er forholdsvis bred fra mundingen og godt over halvvejs ind til Lassvika, hvor den smalner ind mellem Tverrfjellet og Lassvikfjellet. Mellem Stábánjárgga og Tverrfjellet går Stavfjorden af i øst/sydøstlig retning.
Området er uden vejforbindelse og fast bosætning. Der er spredte gårde langs vestsiden fra Lassvika og nordover. Helldal, som ligger ved foden av Helldalisen, har anløb af hurtigbåd i sommersæsonen. Gården Vinkfjorden ligger ved Vinkfjordelvens udløb i fjordbunden.